# Snakedance
Snakedance (Danse du serpent) est le cent-vingt-quatrième épisode de la première série de la série télévisée britannique de science-fiction Doctor Who. Cet épisode fut originellement diffusé sur la BBC en quatre parties du 18 au 26 janvier 1983.

## Accroche
Le Mara prend une nouvelle fois l'esprit de Tegan et force le TARDIS à se poser sur Manussa une planète qui faisait partie de son empire, autrefois puissant. Elle tente de retrouver un cristal d'où découlait ses pouvoirs maintenant disparus. Le Docteur va devoir l'affronter en combat.

## Distribution
- Peter Davison — Le Docteur
- Sarah Sutton — Nyssa
- Janet Fielding — Tegan Jovanka
- Martin Clunes — Lon
- Colette O'Neil — Tanha
- John Carson — Ambril
- Preston Lockwood —  Dojjen
- Jonathon Morris — Chela
- Brian Miller — Dugdale
- George Ballantine — Hawker
- Brian Grellis — L'homme au mégaphone
- Barry Smith — Le marionnettiste
- Hilary Sesta — La voyante

## Résumé
L'arrivée du TARDIS sur Manussa, la planète mère des empires Manussien et Sumarien provoquent des cauchemars à Tegan qui se met à rêver d'une caverne dont l'entrée forme une bouche de serpent. Pour le Docteur, il devient évident que le Mara, qui a possédé autrefois Tegan, cherche à se reformer. Avec l'aide de Nyssa, ils tentent alors de retrouver la caverne en question, mais lors de sa découverte, Tegan est trop effrayée et s'enfuit. Dans la panique, elle se laisse contrôler par le Mara et le tatouage de serpent revient sur son bras.
Sur Manussa va s'entamer un festival célébrant le bannissement du Mara 500 ans plus tôt. En l'absence du Fédérateur, le monarque des trois planètes de la fédération des Manussiens, c'est son fils, le nonchalant Lon qui doit symboliser le pouvoir lors des célébrations, aidé par la mère, Lady Tanha et d'Ambril, l'archéologue spécialiste de la période Sumarienne sous laquelle le Mara gouvernait. Lon est intrigué par les prophéties autour du retour du Mara, mais Ambril pense que celles-ci ne sont que des superstitions. Lorsque le Docteur tente de convaincre Ambril, celui-ci balaye ses arguments, pourtant un de ses subordonnés, Chela, se montre plus sympathique envers le Docteur et lui donne un cristal bleu nommé « le petit œil de l'esprit » et qui est utilisé par les Snakedancers (« les danseurs du serpent ») un culte mystique, dans leur cérémonie pour repousser le Mara. Le Docteur découvre que le petit cristal n'est que la reproduction d'un énorme cristal, le « grand œil de l'esprit » qui est utilisé afin de transformer l'énergie mentale en matière. Il se rend compte que le « grand œil de l'esprit » a fait naître le Mara en amplifiant les peurs et les haines du peuple des Sumariens. Il pense que le Mara va se transférer depuis l'esprit de Tegan afin d'acquérir une existence corporelle.
Pendant ce temps là, Tegan a elle aussi mis Lon en possession du Mara. Ils visitent la caverne dont rêvait Tegan et trouvent à l'intérieur une fresque murale permettant d'expliquer comment utiliser le grand cristal. De retour à son palais, Lon va persuader Ambril d'utiliser le véritable grand cristal durant la cérémonie, ce qui permettra le retour de Mara. Le Docteur et Nyssa reçoivent l'aide de Chela, qui fut l'élève de Dojjen, le prédécesseur d'Ambril devenu "snakedancer." Tout trois s'insinuent dans le palais afin d'alerter Ambril de la situation, mais Lon, sous l'emprise du Mara, a la situation en main.
Tout trois s'enfuient et retrouvent Dojjen, qui vit dorénavant en ermite, dans un désert non loin de la ville. Le Docteur réussit à communier avec Dojjen en ouvrant son esprit après s'être fait mordre par un serpent. Celui-ci lui révèle que le Mara ne peut être battu qu'en utilisant un point précis de son esprit. Tout trois rentrent à la ville où les cérémonies battent leur plein et où Lon, faisant mine de rejeter le Mara, permet l'utilisation du "grand œil de l'esprit" par Tegan, possédée. Le Mara se recrée sous la forme d'un énorme serpent tandis que toute l'audience semble hypnotisée, y compris Nyssa. Seul le Docteur réussit à être immunisé et à trouver le point de l'esprit grâce au "petit œil de l'esprit" et l'aide télépathique de Dojjen. Le Mara commence à souffrir et finit par mourir. Le Docteur réconforte Tegan en lui disant que le Mara a été détruit à jamais.

### Continuité
- Cet épisode renvoie aux événements de « Kinda » où Tegan avait été possédée par le Mara.
- Nyssa regrette la disparition du tournevis sonique (« The Visitation »)